# سایقین
سایقین (قزاقی: Сайқын) یک منطقهٔ مسکونی در قزاقستان است که در استان قزاقستان غربی واقع شده‌است. سایقین ۳۶۸۶ نفر جمعیت دارد.